# S Club 7
S Club 7 é um grupo vocal britânico de música pop criado pelo ex-empresário das Spice Girls, Simon Fuller. Na sua fase de sucesso - entre o fim dos anos 90 e o início da década de 2000 -, era composto pelos integrantes Jo O'Meara, Bradley McIntosh, Jon Lee, Rachel Stevens, Paul Cattermole, Tina Barrett e Hannah Spearritt. O grupo foi formado em 1998 e ficou rapidamente conhecida após estrelar sua própria série de TV na BBC, Miami 7, em 1999 (a série também passou em Portugal, na RTP2, no início dos anos 2000).
Durante os cinco anos da sua fase inicial, o grupo teve quatro singles e um álbum nº 1 no Reino Unido e uma série de sucessos em toda a Europa, incluindo um single top 10 nos Estados Unidos ("Never Had a Dream Come True"). Eles gravaram um total de quatro álbuns de estúdio, lançaram 11 singles e venderam mais de 14 milhões de álbuns em todo o mundo. Seu primeiro álbum, S Club, tinha um som pop forte dos anos 1990, semelhante a muitos artistas de seu tempo. No entanto, no decorrer de sua carreira, a sua abordagem musical mudou para dance e R&B, som que é ouvido principalmente no seu último álbum, Seeing Double.
O conceito e a marca do grupo foram criados por Simon Fuller e eles assinaram com a Polydor Records. A série de televisão da banda teve quatro séries, em que mostravam os integrantes viajando pelos Estados Unidos e a terminando em Barcelona, Espanha. Tornou-se popular em cem países e foi assistida por mais de 90 milhões de telespectadores. O programa infantil continha eventos da vida real dos membros, incluindo a relação entre Hannah Spearritt e Paul Cattermole, bem como a saída de Paul.
Com a popularidade da série de TV, o grupo ganhou o prêmio de Melhor Revelação Britânica no Brit Awards de 2000. O single "Don't Stop Movin' ganhou o prêmio The Record of The Year de 2001 e o Melhor Single Britânico nos Brit Awards de 2002. A canção "Reach" foi usada no jogo de dança EZ2Dancer, em "EZ 2 Dancer UK Move". Paul Cattermole deixou o grupo em 2002 e o nome S Club 7 foi mudado para S Club. Depois de três álbuns - lançados entre 1999 e 2001 - que alcançaram o top 3 da parada britânica de álbuns, o último álbum do grupo, Seeing Double, lançado em 2002, não chegou ao top 10 da mesma.
Após a saída de Cattermole, surgiram muitos boatos de que o grupo estava prestes a acabar. Assim, em 21 de abril de 2003, durante uma performance ao vivo, os membros do S Club anunciou que eles estavam se separando. Depois de cinco anos separados, foi anunciado que O'Meara, Cattermole e McIntosh iriam realizar uma mini-turnê em outubro de 2008, como S Club Allstars. A turnê consistiu de uma série de shows universitários e em boates, onde eles executavam um repertório composto por uma seleção de músicas de seu álbum compilatório Greatest Hits. Barrett voltou para o grupo para uma performance em março de 2014. Em outubro de 2014, foi confirmado que a formação original voltaria a se reunir pela primeira vez em uma década para o BBC Children in Need. O grupo anunciou uma turnê de retorno intitulada Bring It All Back para 2015.
Em 2023, em vésperas de o grupo se reunir mais uma vez, Cattermole foi encontrado morto em casa, em abril desse mesmo ano. A causa da morte de Cattermole não foi revelada, mas a hipótese de homicídio foi descartada.

## Membros
Linha do Tempo

## Discografia
Álbuns de estúdio
- S Club (1999)
- 7 (2000)
- Sunshine (2001)
- Seeing Double (2002)

Coletâneas
- Don't Stop Movin' (2002)
- Best: The Greatest Hits of S Club 7 (2003)

## Filmografia
| Ano  | Título                          | Papel       | Notas                                             |
| ---- | ------------------------------- | ----------- | ------------------------------------------------- |
| 1999 | Miami 7                         | Eles mesmos | 1ª temporada                                      |
| 1999 | Back to the '50s                | Eles mesmos | Primeiro especial, mostrado no CITV               |
| 1999 | Boyfriends & Birthdays          | Eles mesmos | Segundo especial                                  |
| 1999 | The Greatest Store in the World | Eles mesmos | Filme de fantasia e drama da CBBC                 |
| 2000 | L.A.7                           | Eles mesmos | 2ª temporada                                      |
| 2000 | S Club 7 Go Wild!               | Eles mesmos | Série de documentários                            |
| 2000 | Artistic Differences            | Eles mesmos | Terceiro especial                                 |
| 2000 | Christmas Special               | Eles mesmos | Quarto especial                                   |
| 2001 | Hollywood 7                     | Eles mesmos | 3ª temporada                                      |
| 2001 | S Club Search                   | Jurados     | Concurso de talentos                              |
| 2002 | Viva S Club                     | Eles mesmos | 4ª e última temporada                             |
| 2002 | Don't Stop Movin'               | Eles mesmos | Entrevista e preparação para Carnival Tour (2002) |
| 2003 | Seeing Double                   | Eles mesmos | Primeiro filme para o cinema                      |

## Turnês
| Principal - 2001–02: S Club Party Tour - 2002: Carnival Tour - 2008–14: S Club 3 Tour - 2015: Bring It All Back 2015 | Co-principal - 2003: S Club United Tour (com S Club Juniors) |